# Callistethus malayus
Callistethus malayus är en skalbaggsart som beskrevs av Ohaus 1932. Callistethus malayus ingår i släktet Callistethus och familjen Rutelidae. Inga underarter finns listade.